# 晴山館

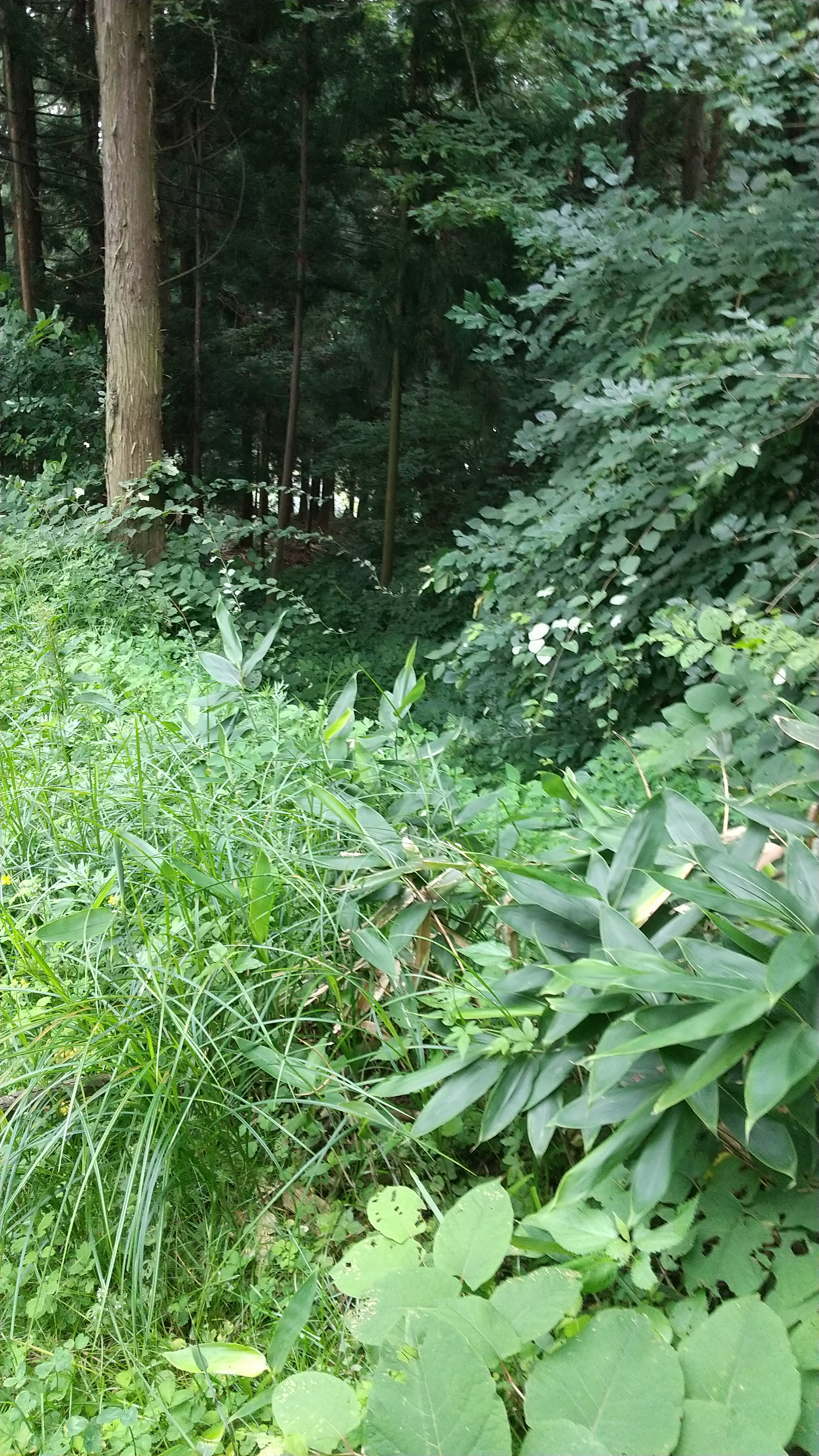
堀址（2020年7月25日）

晴山館（はれやまたて）は、岩手県九戸郡軽米町にあった日本の城。

## 概要
晴山館は戦国時代の平山城で、九戸郡晴山村（現・九戸郡軽米町晴山第7地割）に所在した。ふもとに位置する高館と称される平場（晴山小学校跡地）が日常の居城と思われる。現在は、畑となっており、主郭・東郭・二の郭・堀跡が残っている。

## 歴史
晴山氏の居城で、九戸政実の乱で活躍した晴山治部少輔の居城とされる。晴山館はこの地域で最大規模の城館跡であり、館は大きく3郭で構成されている。東西約80メートル、南北約100メートルで、そばを流れる瀬月内川との比高は45メートルである。出土品として中国の渡来銭があり、まとまって発見された。また中国産の青磁破片も採取されている。
築城時期は不明である。晴山氏は出自や事績が不明である（九戸氏の一族とする資料もあるが他の資料から断定出来ない。また、祖先が晴山治部少輔であるという久慈市の晴山家の伝承によると、京都から奥州に下り晴山村に土着し城を築いたと伝えるが口伝であり断定出来ない）が、晴山治部少輔は九戸方の大将格であり、一戸城に夜襲をかけたときの大将となったほか、鯖内坂では堀尾吉晴軍の軍勢を撃破し井伊直政軍に敗れている。また、一族とされる晴山玄蕃は、九戸政実が降伏したときに政実に従って城外に出た1人とされる。九戸政実の乱の後、廃城となった。
晴山館は猿越峠を控えた軍事上の要衝であり、九戸政実の乱では九戸城の背後を牽制する位置にあった。